# Racomitrium didymum
Racomitrium didymum är en bladmossart som beskrevs av Paul Pablo Günther Lorentz 1866. Racomitrium didymum ingår i släktet raggmossor, och familjen Grimmiaceae. Inga underarter finns listade i Catalogue of Life.